# Exosphaeroma antarctica
Exosphaeroma antarctica är en kräftdjursart som beskrevs av Richardson 1906. Exosphaeroma antarctica ingår i släktet Exosphaeroma och familjen klotkräftor. Inga underarter finns listade i Catalogue of Life.